# Kanaloa-Klasse
Die Kanaloa-Klasse ist eine aus zwei Einheiten bestehende Con-Ro-Frachtschiffsklasse der US-amerikanischen Reederei Matson.

## Geschichte
Die Schiffe wurden im August 2016 von Matson Navigation Company für zusammen 511 Mio. US-Dollar (278 Mio. US-Dollar für das Typschiff und 233 Mio. US-Dollar für den Folgebau) bei der Werft General Dynamics NASSCO in San Diego, Kalifornien, bestellt. Der Bau begann mit dem ersten Stahlschnitt des Typschiffs am 29. November 2017. Der erste Stahlschnitt der zweiten Einheit der Klasse erfolgte am 2. April 2018. Die Schiffe wurden im Dezember 2019 bzw. 2020 an die Reederei Matson abgeliefert. Sie sind zusammen mit den Containerschiffen der Aloha-Klasse Teil eines Flottenerneuerungsprogramms und ersetzten drei ältere Schiffe der Reederei. Sie verkehren unter US-amerikanischer Flagge mit Heimathafen Honolulu zwischen der US-amerikanischen Pazifikküste und Hawaii. Die Schiffsklasse ist nach der hawaiischen Gottheit Kanaloa benannt. Die Schiffsklasse basiert auf einem Entwurf des südkoreanischen Schiffsarchitekturbüros Daewoo Ship Engineering Company.

## Beschreibung
Die Schiffe werden von einem langsamlaufenden Sechszylinder-Dual-Fuel-Dieselmotor des Typs MAN 6G90ME-C10.5-GI-TIII mit 31870 kW Leistung angetrieben. Der Motor wirkt auf einen Festpropeller. Für die Stromerzeugung stehen zwei von Dual-Fuel-Dieselmotoren mit jeweils 2430 kW Leistung und zwei von Dual-Fuel-Dieselmotoren mit jeweils 2100 kW Leistung angetriebene Generatoren zur Verfügung. Weiterhin wurde ein von einem Cummins-Dieselmotor angetriebener Notgenerator verbaut. Die mit Gaswäschern ausgerüsteten Motoren werden vorerst mit schwefelarmen Kraftstoffen betrieben. Für den Betrieb mit Flüssiggas müssen die Schiffe noch umgerüstet werden, auch sind noch keine entsprechenden Tanks verbaut worden. Die Schiffe sind mit einem mit 1750 kW Leistung angetriebenen Bugstrahlruder ausgestattet.
Die Schiffe basieren auf dem Entwurf eines 3500-TEU-Containerschiffs. Durch die hinteren Ro-Ro-Decks ist die Containerkapazität geringer als bei dem zugrundeliegenden Entwurf. Die Containerkapazität der Schiffe wird teilweise unterschiedlich angegeben, sie sollen aber mindestens 2750 TEU laden können. Für Kühlcontainer sind Anschlüsse vorhanden. An Deck können 22 20-Fuß-Container hintereinander in bis zu sieben Lagen übereinander und bis zu zehn Container nebeneinander geladen werden. Die vorderen fünf 40-Fuß-Bays sind zwei Lagen hoch und die hinteren sechs 40-Fuß-Bays drei Lagen hoch mit Cellguides ausgerüstet. Auf der Back befindet sich ein Wellenbrecher als Schutz vor überkommendem Wasser. Die Laderäume sind mit Pontonlukendeckeln verschlossen.
Im Heckbereich befinden sich sechs umbaute Ro-Ro-Decks, vier Decks für den Transport von Pkw und zwei Decks für den Transport von Lkw bzw. Aufliegern sowie anderen Ro-Ro-Gütern bzw. auf Ro-Ro-Trailern beförderte Güter. Weiterhin können hier auch Stückgüter befördert werden. Die Ro-Ro-Decks sind über eine Heckrampe auf der Steuerbordseite zugänglich und über Rampen an Bord miteinander verbunden. Die Kapazität der Schiffe ist mit 800 Pkw angegeben, wobei 500 Pkw auf den vier Pkw-Decks befördert werden können. Auf die Ro-Ro-Decks ist das Deckshaus mit den Einrichtungen für die Schiffsbesatzung sowie die Brücke aufgesetzt.
Die Schiffe werden mit einer 21-köpfigen Besatzung betrieben. Eingerichtet sind die Schiffe für eine bis zu 32-köpfige Besatzung sowie weitere sechs zusätzlich eingeschiffte Personen.
Die Reichweite der Schiffe beträgt rund 13.700 Seemeilen.

## Schiffe
| Kanaloa-Klasse | Kanaloa-Klasse | Kanaloa-Klasse | Kanaloa-Klasse                                   |
| Bauname        | Baunummer      | IMO-Nummer     | Kiellegung Stapellauf Ablieferung                |
| -------------- | -------------- | -------------- | ------------------------------------------------ |
| Lurline        | 601            | 9814600        | 13. Februar 2018 15. Juni 2019 26. Dezember 2019 |
| Matsonia       | 602            | 9814612        | 12. Juni 2018 2. Juli 2020 18. Dezember 2020     |

Die Schiffe fahren unter der Flagge der Vereinigten Staaten, Heimathafen ist Honolulu. Sie galten bei der Indienststellung als die bis dahin größten auf einer US-amerikanischen Werft gebauten Con-Ro-Schiffe. Beide Schiffe tragen Traditionsnamen der Reederei. Lurline wurde zum sechsten Mal, Matsonia zum fünften Mal vergeben.